# Jean Hytier
Jean Hytier (* 4. Januar 1899 in Paris; † 11. März 1983 in New York) war ein französischer Autor, Romanist und Literaturwissenschaftler, der in den Vereinigten Staaten als Hochschullehrer wirkte.

## Leben und Werk
Hytier habilitierte sich 1924 in Lyon mit den beiden Thèses Le Plaisir poétique. Etude de psychologie (Paris 1923) und Les techniques modernes du vers français (Paris 1923). Er redigierte von 1922 bis 1924 die Monatsschrift Le Mouton blanc. Er lehrte im Iran und in Algerien. Von 1945 bis 1947 war er im französischen Unterrichtsministerium. Von 1948 bis 1967 lehrte er an der Columbia University, später noch an der University of California, Davis und an der University of Massachusetts Boston. Zu seinen Schülern zählte Marcel Gutwirth (* 1923).

Hytier war Chevalier der Ehrenlegion.

Jean Hytier war der Vater der US-amerikanischen Historikerin Adrienne Doris Hytier († 18. April 2007).

## Weitere Werke
- Le violon chante et pleure, Paris 1916 (Gedichte)
- Les romans de l'individu. Constant, Sainte-Beuve, Stendhal, Mérimée, Fromentin, avec un florilège de ces auteurs, Paris 1928
- (Hrsg.) Oeuvres de Blaise Pascal, 6 Bde., Paris 1928–1929
- La cinquième saison, Marseille 1933 (Gedichte)
- André Gide, Alger 1938, Paris 1945
- L'Iran de Gobineau, Algier 1939
- Les arts de littérature, Algier 1941, Paris 1946
- Eloge de Paul Valéry, Paris 1945
- La poétique de Valéry, Paris 1953, 1970
- (Hrsg.) Valéry, Œuvres, 2 Bde., Paris 1957–1960 (Bibliothèque de la Pléiade)
- Questions de littérature. Etudes valéryennes et autres, Genève 1967